# Saint-Sever (tramway de Rouen)
Saint-Sever [sɑ̃svεr] est une station aérienne du tramway de Rouen (localement nommé « métro »).

## Situation
Sur le réseau du tramway de Rouen, la station aérienne de Saint-Sever est établie sur le tronc commun après la station souterraine Joffre-Mutualité. Les stations suivantes sont Europe sur la ligne Technopôle et Avenue de Caen sur la ligne Georges Braque.
Géographiquement, la station Saint-Sever est implantée au-dessus de l'avenue de Bretagne, sur la rive gauche de la Seine, dans le quartier Saint-Sever.

## Histoire
L'inauguration du « Métrobus » se déroule le 16 décembre 1994 sur la place Bernard-Tissot (Station Gare-Rue Verte). La mise en service de la station Saint-Sever a lieu le lendemain 17 décembre comme l'ensemble du réseau.
Elle fut refaite en 2012 à la suite d'un débat voulant aménager le quartier Saint-Sever, cette station aura été le premier changement.
Pour l'inauguration des rames, Laurent Fabius, ministre des Affaires étrangères, président de la CREA, Valérie Fourneyron, ministre des Sports, et des présidents de la Région et du Département partiront du dépôt Saint-Julien à Petit-Quevilly, jusqu'à la station Saint-Sever. En ce jour, la Crea a décidé de donner 30000 tickets gratuits aux stations les plus fréquentées dont Saint-Sever.
Environ 8 000 voyageurs empruntent la station chaque jour, ce qui en fait la 3e du tramway en termes de fréquentation.

## Service des voyageurs

### Accueil
La station est en viaduc. Pour accueillir les nouvelles rames, la ville de Rouen a décidé d'agrandir les stations Saint-Sever, Boulingrin et Technopôle.

### Desserte
Comme pour l'ensemble du tramway rouennais, les premiers passages ont lieu aux abords de 4 h 30 le matin et partent en direction du nord. Les derniers départs (en direction du sud) ont lieu à minuit sauf le dimanche, les derniers départs ayant alors lieu à 23 h.

### Intermodalité
Située dans le quartier Saint-Sever, cette station se trouve en particulier devant le centre commercial Saint-Sever, en face de l'Inspection académique de Rouen, de la Chambre de métiers et de l'artisanat, de l'Institut national de la boulangerie pâtisserie, et des studios de France 3 Normandie et de la salle des Cotonniers. On y trouve une station Cy'clic. Sa situation permet d'améliorer les conditions de circulation pour les piétons avec la mise en place d'aide pour les personnes à mobilité réduite.

## Agrandissement de la station
La transformation de la station Saint-Sever a été réalisée en 2011 pour pouvoir accueillir les nouvelles rames Citadis commandées, plus capacitaires. La station est jugée exiguë et générant des problèmes de flux piétons d'après Alexandre Burban, directeur technique du pôle transports-mobilité-déplacements à la Communauté d’agglomération (Crea), chargé des travaux, concluant à une situation inconfortable. Les quais ont été élargis, avec plantation d'arbres, mise en place de bancs et d'abris colorés.